# Параметричне буріння
Буріння параметричне (рос. бурение параметрическое, англ. stratigraphy, нім. parametrisches Bohren) — проходка свердловин на регіональному етапі досліджень територій з метою виявлення і отримання геолого-геофізичних параметрів зон нафтогазонакопичення, найперспективніших для пошукових робіт.

## Основні задачі
- Уточнення даних про стратиграфічне розчленування розрізу і насамперед регіонально-нафтогазоносних товщ (визначення геологічного віку розкритих порід, їх літологічного складу, фауністичних і палінологічних характеристик, потужності окремих стратиграфічних комплексів);
- Отримання геолого-геофізичних параметрів для літолого-стратиграфічної прив'язки поверхонь геофізичних розділів і початкових даних про фізичні властивості порід, необхідних для обґрунтованої інтерпретації сейсмо-, електро-, граві-, магніторозвідувальних і промислово-геофізичних досліджень;
- З'ясування в поєднанні з даними геофізичних робіт умов залягання порід і уточнення тектоніки району з виявленням глибинних структур, сприятливих для скупчення нафти і газу;
- Виявлення можливих регіональних зон літолого-фаціального заміщення і стратиграфічних неузгоджень;
- Вивчення колекторних і петрофізичних властивостей порід (пористості, проникності, тріщинуватості і ін.) з виділенням пластів-колекторів і флюїдоупорів;
- Дослідження гідрогеологічних умов регіону, хімічного складу і динаміки пластових вод, газонасиченості, складу і пружності водорозчинних органічних речовин;
- Вивчення сингенетичних і міграційних органічних речовин;
- Виділення потенційно продуктивних світ і горизонтів, забезпечення якісної і кількісної оцінок перспектив нафтогазоносності.

У регіонах із складними геологічними умовами (при низькій достовірності картування геофізичними методами глибоких горизонтів) параметричне буріння, як виняток, може мати за мету уточнення будови локальних піднять по перспективних комплексах. Від пошукового, розвідувального і інших видів буріння параметричне відрізняється можливістю закладання свердловин без попередньої детальної підготовки площі і значно підвищеними вимогами до відбору керну і обсягу досліджень.